# 普拉伦戈
普拉伦戈（義大利語：Pralungo），是意大利比耶拉省的一个市镇。总面积7平方公里，人口2715人，人口密度387.9人/平方公里（2009年）。ISTAT代码为096049。